# Buntbienen
Die Buntbienen (Camptopoeum) sind eine Gattung aus der Familie der Andrenidae innerhalb der Bienen mit ungefähr 20 Arten. In ganz Europa sind fünf Arten beschrieben, von denen in Mitteleuropa zwei Arten, Camptopoeum friesei und Camptopoeum frontale vorkommen. Lediglich erstere tritt auch in Deutschland auf.

## Merkmale
Die Bienen erreichen eine Körperlänge von 6 bis 10 Millimetern. Sie sehen den Zottelbienen (Panurgus) ähnlich, unterscheiden sich von ihnen jedoch durch ihre durchgehenden gelben Binden auf den Segmenten des Hinterleibs sowie gelbe Flecken im Gesicht und auf dem Thorax. Ihr ansonsten schwarz gefärbter Körper ist schwach behaart. Die verhältnismäßig großen Facettenaugen sind hell.

## Vorkommen

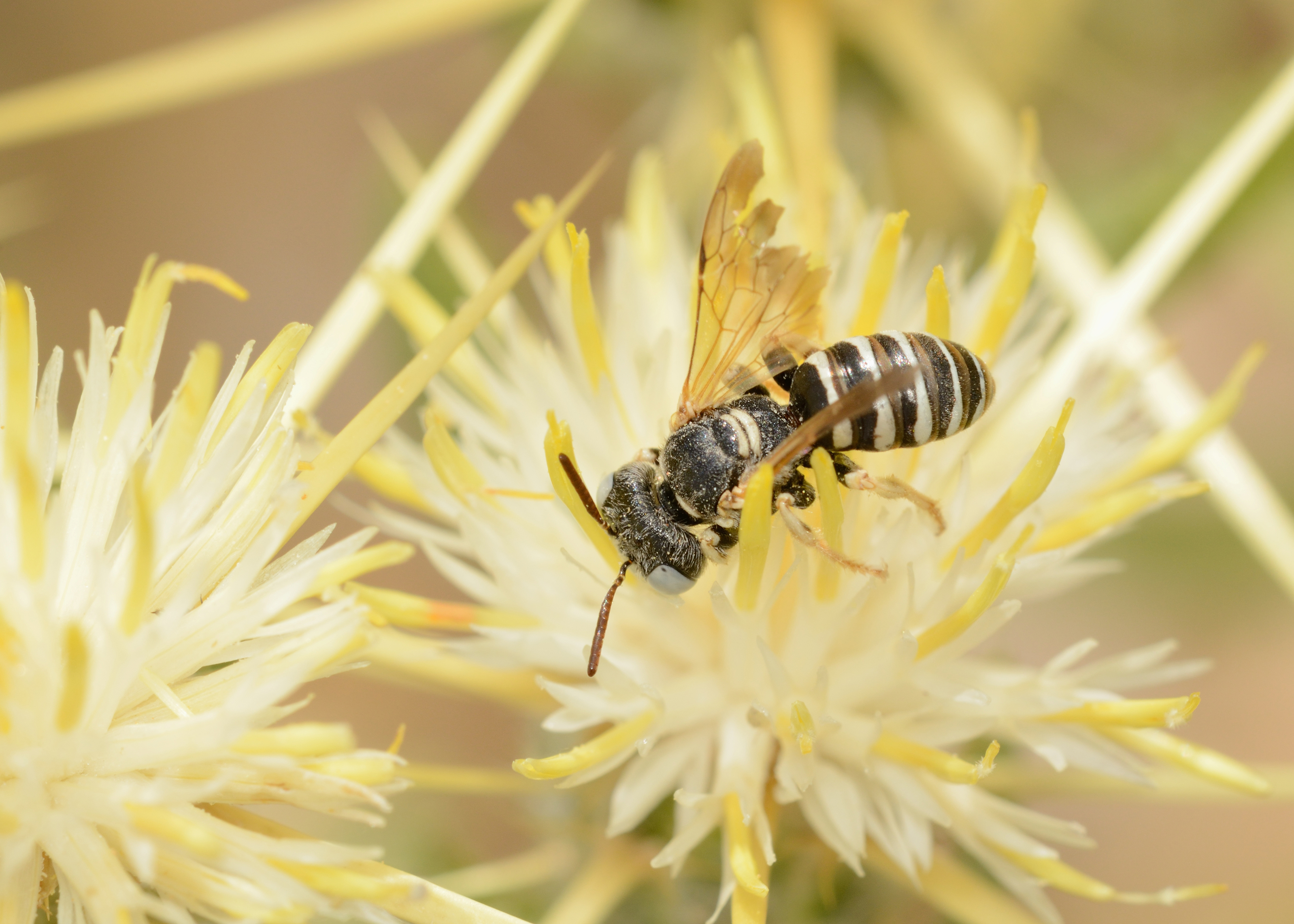
Camptopoeum frontale, Männchen

Die Tiere sind in Mitteleuropa selten. Camptopoeum friesei tritt im Burgenland häufiger auf und besiedelt sodahaltige Böden (Solonchak) um den Neusiedler See. Die Art ist auch in Sachsen-Anhalt an salzigen Böden zu finden. Die Buntbienen fliegen in einer Generation pro Jahr von Juli bis August.

## Lebensweise
Die Weibchen legen ihre Nester in kleinen bis großen Gemeinschaften im flachen, als auch stark geneigten Erdboden an. Sie bevorzugen nahezu vegetationslose Bereiche. Vom Hauptgang des Nestes zweigen mehr oder weniger rechtwinkelig Seitengänge ab, an deren Ende die horizontal liegenden Zellen einzeln angelegt werden. Diese werden mit einem feuchten Nektar- und Pollengemisch von Flockenblumen (Centaurea) und Disteln der Unterfamilie Carduoideae befüllt. Die Bienen ernähren sich somit oligolektisch. Das Gemisch wird mit einer Bürste aus locker angeordneten Härchen, die auf den Fersen und Schienen der Hinterbeine sitzen, gesammelt und auf den Schienen der Hinterbeine als Klumpen transportiert. Nach der Verproviantierung legen die Weibchen ein Ei in die Zelle ab, verschließen die Zelle und schütten den Seitengang wieder mit Erde zu. Die Verpuppung erfolgt ohne Kokon. Die Imagines der neuen Generation graben sich im Sommer des darauffolgenden Jahres an die Erdoberfläche. Pasites minutus ist als Kuckucksbiene der Buntbienen bekannt.

## Arten (Europa)
- Camptopoeum friesei Mocsary, 1894
- Camptopoeum frontale (Fabricius, 1804)
- Camptopoeum nasutum (Spinola, 1838)
- Camptopoeum siculum Soika, 1944
- Camptopoeum venustum (Erichson, 1835)